# Gary Vaynerchuk
Gary Vaynerchuk (em russo:  Гари (Геннадий) Вайнерчук) (nome de nascença Gennady Vaynerchuk em 14 de novembro de 1975) é um empreendedor norte-americano, quatro vezes escolhido melhor autor de best-sellers reconhecidos pelo New York Times, palestrante e personalidade na internet internacionalmente reconhecido. Inicialmente conhecido como um famoso crítico de vinhos que fez com que a vinícola de sua família aumentasse seus lucros de $3 milhões para $60 milhões, Vaynerchuk é mais conhecido como um pioneiro do marketing digital e de redes sociais nas empresas nova-iorquinas VaynerMedia e VaynerX.
Vaynerchuk é investidor anjo ou consultor da Uber, Birchbox, Snapchat, Facebook, Twitter e Tumblr, entre outras. Ele frequentemente realiza palestras em congressos de tecnologia e empreendedorismo global.

## Início de sua vida
Vaynerchuk nasceu na União Soviética e migrou para os Estados Unidos em 1978, depois de a União Soviética ter assinado os tratados de SALT I, que permitiam que Judeus Soviéticos deixassem o país em troca de trigo americano. Gary e oito de seus familiares viviam em um pequeno apartamento no Queens, Nova Iorque. Depois de morar no Queens, Vaynerchuk e sua família se mudaram para Edison, Nova Jérsei, onde Vaynerchuk operou uma franquia de bancas de limonada e ganhou milhares de dólares em encontros de fim de semana para troca de cartões de baseball. Aos 14 anos entrou no ramo varejista de venda de vinho de sua família. Vaynerchuk se formou bacharel na faculdade de Mount Ida College em Newton, Massachusetts, em 1998.

## Carreira

### Wine Library
Depois de concluir a faculdade em 1998, Vaynerchuk assumiu as operações diárias da loja de seu pai, a Shopper's Discount Liquors, em Springfield, Nova Jérsei . Gary mudou o nome da loja para Wine Library, lançou as vendas on-line e em 2006 deu início à Wine Library TV, um webcast diário sobre vinhos.
Através de uma combinação de e-commerce, e-mail marketing e precificação, Vaynerchuk fez o negócio crescer de $3 milhões para $60 milhões anuais em 2005. Em agosto de 2011, Vaynerchuk anunciou que mudaria de ramo para constituir a VaynerMedia, a agência digital que ele fundou junto com seu irmão em 2009.

### VaynerMedia
Em 2009, Gary, junto com seu irmão, A.J. Vaynerchuk, fundaram a VaynerMedia, uma agência digital com foco em mídias sociais. A empresa presta serviços estratégicos e de mídias sociais para empresas categoria Fortune 500, como General Electric, Anheuser-Busch, Mondelez e PepsiCo. Em 2015, a VaynerMedia foi apontada como uma das agências categoria A-List da AdAge. Com 600 funcionários em 2016, a VaynerMedia acumulou $100 milhões em receitas. A empresa também firmou parceria com a Vimeo para conectar marcas e produtores de vídeos de conteúdo digital.

### The Gallery
Em 2017, o The Wall Street Journal informou que Vaynerchuk constituiu a The Gallery, uma nova empresa proprietária da PureWow, após sua aquisição por Vaynerchuk e RSE Ventures, junto com outros ativos relativos a mídia e conteúdo criativo. PureWow CEO Ryan Harwood é o CEO da The Gallery. Sendo uma empresa irmã da agência digital VaynerMedia, a Marketing Dive escreveu sobre a PureWow dizendo que "a união de forças com a VaynerMedia abre portas para aumentar as capacidades de produção de vídeos, considerando as equipes e recursos existentes na empresa."

## Investimentos
Vaynerchuk fez vários investimentos pessoais como investidor anjo, incluindo a editora voltada ao público feminino, a PureWow, em 2017. Ele também investiu no Uber, Facebook, Twitter, Venmo e dezenas de outras start-ups.

### VaynerRSE
Após a saída do Tumblr e da Buddy Media, Vaynerchuk iniciou a VaynerRSE como um fundo de investimentos de $25 milhões com Matt Higgins da RSE Ventures e apoiado pela Miami Dolphins, de propriedade de Stephen Ross. O fundo foca em tecnologias para o consumidor e atua como uma incubadora além dos tradicionais investidores anjo.

### BRaVe Ventures
Em 2014, Vaynerchuk firmou parceria com os empresários de TV social Jesse Redniss e David Beck para constituir a BRaVe Ventures. A empresa presta consultoria de tecnologias emergentes a redes de televisão e atua como fundo e incubadora de start-ups e de tecnologias emergentes "multi-screen" e de redes sociais. Em novembro de 2016, Variety informou que a Turner Broadcasting System firmou parceria com os negócios de consultoria da BRaVe Ventures para desenvolver negócios e estratégias para suas marcas, TBS e TNT.

### VaynerSports
Em 2016, Vaynerchuk investiu na agência esportiva Symmetry, e assim constituiu a VaynerSports para prestar serviços completos de representação para atletas. Em 2017, a VaynerSports incluiu participantes da NFL, incluindo Jalen Reeves Maybin e Jon Toth.

## Mídia

### Planet of the Apps
Em fevereiro de 2017, a Apple e a Propagate anunciaram o lançamento do Planet of the Apps, um programa reality show de TV com elenco fixo, incluindo Vaynerchuk, will.i.am e Gwyneth Paltrow. Neste programa conhecido como Shark Tank meets American Idol, Vaynerchuk e a equipe avaliam demonstrações de desenvolvedores de aplicativos que competem por investidores. O elenco do programa se uniu à Product Hunt para passar por Austin, São Francisco, Los Angeles e Nova Iorque.

### DailyVee
DailyVee é um programa diário de documentários no YouTube, que traz a crônica da vida de Vaynerchuk como pai, empresário e CEO. Iniciado em 2015, Vaynerchuk faz vídeos ao vivo, entrevistando outras pessoas e transmitindo reuniões de investidores e sessões estratégicas na VaynerMedia. No programa, Vaynerchuk implementa estratégias de mídia social, principalmente através do Snapchat, para demonstrar como se faz marketing em mídias sociais.

### The #AskGaryVee Show
Em 2014, Vaynerchuk lançou o programa #AskGaryVee no YouTube, com sua equipe pessoal de produção de conteúdo. No programa, Vaynerchuk recebe perguntas do Twitter e Instagram e responde de maneira própria e improvisada. As perguntas do programa, a maioria sobre empreendedorismo, família e negócios, são pré-selecionadas pela equipe de produção, mas não são reveladas para Vaynerchuk até a gravação de cada programa. O AskGaryVee inspirou o quarto livro de Vaynerchuk, AskGaryVee: One Entrepreneur's Take on Leadership, Social Media, and Self-Awareness.

### Wine Library TV
Vaynerchuk apresentou um video blog no Youtube chamado Wine Library TV (WLTV ou The Thunder Show) de 2006 a 2011, com críticas, degustações e recomendações sobre vinhos. O programa foi lançado em fevereiro de 2006 e foi produzido diariamente na loja Wine Library em Springfield, Nova Jérsei. Vaynerchuk apareceu na capa da edição de dezembro de 2008 da revista Mutineer Magazine, lançando a série "Mutineer Interview". Entre as celebridades convidadas estavam Jancis Robinson, Heidi Barrett, Kevin Rose, Timothy Ferriss, Jim Cramer da CNBC's Mad Money, Wayne Gretzky e Dick Vermeil.
Ao completar 1000 episódios em 2011, Vaynerchuk terminou o programa e o substituiu por um podcast de vídeo, o Daily Grape. Em agosto de 2011, Vaynerchuk anunciou no Daily Grape que estava saindo do ramo de vídeo blogs de vinhos.

### Wine & Web
Em 2010, Vaynerchuk lançou o Wine & Web na rádio satélite Sirius XM. A programação unia degustações de vinhos novos em um segmento chamado “Wine of the Week” com a cobertura de dispositivos, tendências e start-ups no segmento “Web of the Week”.

## Autorias

### Vai fundo!
Em março de 2009, Vaynerchuk assinou um contrato de 10 livros com a HarperStudio, da ordem de mais de $1.000.000 e lançou seu primeiro livro, Vai fundo! Por que agora é o momento de ganhar dinheiro fazendo o que você gosta, em outubro de 2009. Nas primeiras semanas de seu lançamento, Vai fundo! alcançou o 1º lugar no ranking Amazon de livros mais vendidos, na categoria livros de Web Marketing. Ele também alcançou o segundo lugar na lista de livros mais vendidos do New York Times e na lista do Wall Street Journal.Vai fundo! foi citado na ReadWrite, CBS News, e Psychology Today. Vai fundo! foi também um dos primeiros livros lançados na plataforma Vook.

### Gratidão
Em 2011, o segundo livro de Vaynerchuk, "Gratidão", alcançou a segunda posição na lista de livros mais vendidos do New York Times. O livro Gratidão explora os números e fatores sutis que geram relações de sucesso entre empresas e consumidores.

### Nocaute
Em 2013, Vaynerchuk lançou seu terceiro livro, Nocaute: Como Contar Sua História no Disputado Ringue das Redes Sociais, pela editora Harper Business. Ao destacar campanhas e estratégias que tiveram sucesso e fracassaram nas maiores plataformas de mídias sociais, o terceiro livro de Vaynerchuk mostra estratégias e táticas de marketing em mídias sociais que as empresas devem evitar ou adotar. “Nocaute” chegou ao topo da lista de livros de negócios do Wall Street Journal e à quarta posição na lista de mais vendidos do New York Times.

### AskGaryVee: One Entrepreneur's Take on Leadership, Social Media, and Self-Awareness
Em março de 2016, Vaynerchuk lançou seu quarto livro, AskGaryVee: One Entrepreneur's Take on Leadership, Social Media, and Self-Awareness, pela editora Harper Business, que faz parte da Harper Collins. Com base no programa de Vaynerchuk no YouTube, #AskGaryVee, Vaynerchuk reuniu as melhores perguntas e respostas de seu programa no YouTube em um livro baseado em categorias, incluindo autoconhecimento, paternidade e concorrência empresarial. #AskGaryVee marca o quarto bestseller de Vaynerchuk no New York Times.

### Detonando!
Em 2018, chega ao Brasil através da editora Alta Books, o livro Detonando! em que Gary compartilha histórias de empreendedores que se tornaram mais ricos—não apenas financeiramente—do que imaginavam seguindo os princípios de Vai Fundo!. O segredo de seus sucessos (e de Gary) está intrinsecamente ligado ao entendimento das redes sociais disponíveis na internet e a disposição para botar a mão na massa e fazer com que essas ferramentas funcionem em seu potencial máximo. Ele oferece conselhos teóricos e táticos sobre como se tornar importante em redes mais antigas como Twitter, Facebook, YouTube, Instagram, Pinterest e Snapchat; plataformas de podcast como Spotify, Soundcloud, iHeartRadio e iTunes; e plataformas emergentes, como Musical.ly.

## Reconhecimento

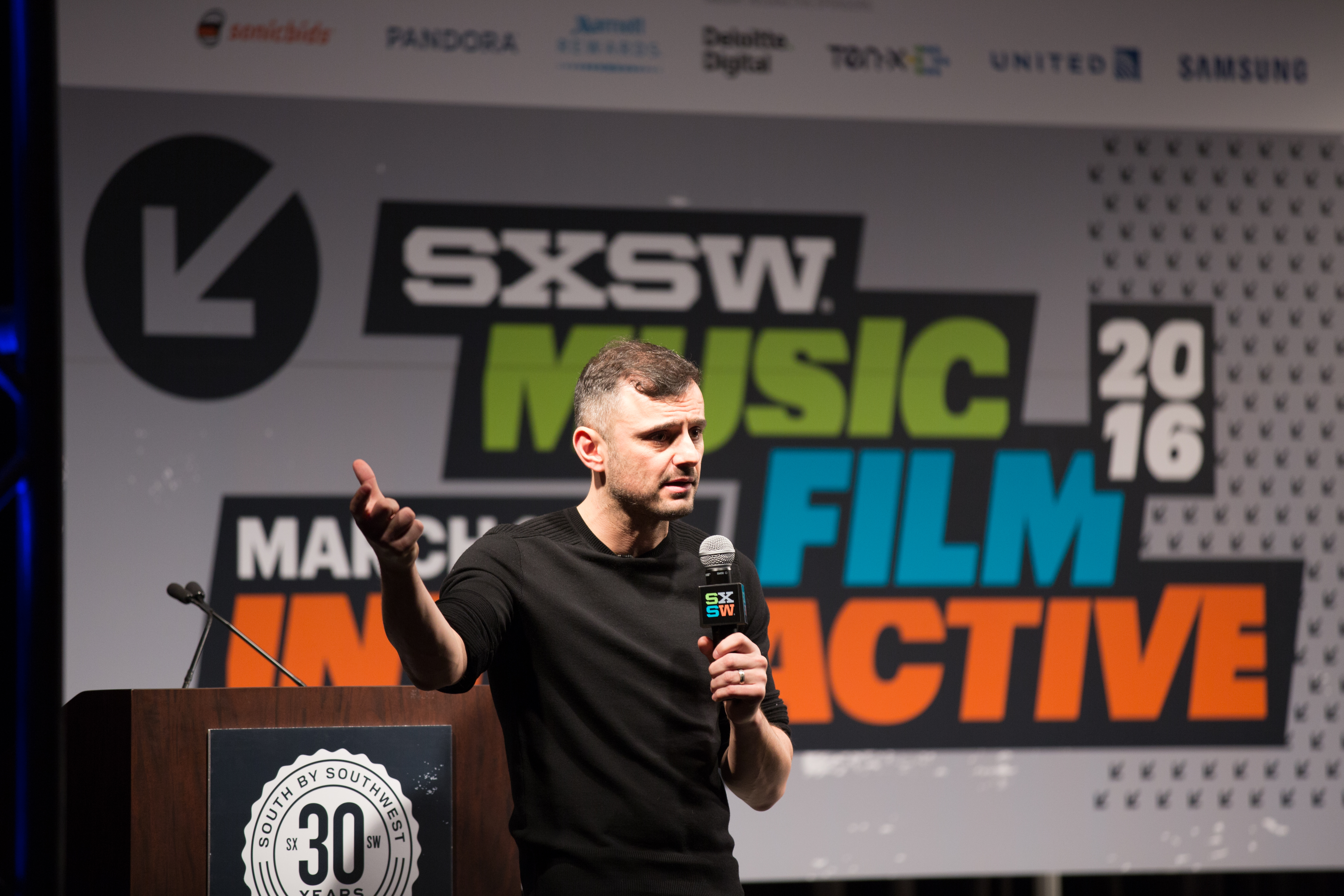
Vaynerchuk falando em South by Southwest em 2016

Vaynerchuk foi objeto de reportagem no The New York Times, The Wall Street Journal, GQ, e Time, e participou do programa Late Night with Conan O'Brien e Ellen. Nos anos 2000, Vaynerchuk foi descrito como "o primeiro guru do vinho da era YouTube", "o novo superastro mundial do vinho", e, por Rob Newsom, um fabricante de vinhos do estado de Washington, "além de Robert M. Parker, provavelmente o crítico de vinhos mais influente dos Estados Unidos". Em 2003, a Market Watch magazine concedeu a Gary Vaynerchuk seu prêmio "Market Watch Leader" tornando-o o mais jovem a receber esta premiação. Em julho de 2009, a revista Decanter elegeu Vaynerchuk como o Nº 40 no ranking "The Power List" de pessoas com influência no mercado de vinhos, mencionando que ele "representa o poder dos blogs".
Em 2011, o The Wall Street Journal apontou Vaynerchuk em sua lista de Pequenas Empresas, Grandes Negócios do Twitter e a Business Week da Bloomberg o incluiu em sua lista de 20 Pessoas Que Todo Empreendedor Deve Seguir. Em 2013, Vaynerchuk foi capa da edição de novembro da revista Inc. em uma reportagem sobre "Como Dominar as 4 maiores Plataformas de Redes Sociais.”
Em 2014, ele entrou na lista “Fortune’s 40 Under 40” e foi selecionado para ser jurado no concurso Miss America. Em 2015 ele foi incluído na lista “New York Business 40 Under 40”, da Crain, e na lista da revista Inc. de “Os Melhores 25 Keynote Speakers de Redes Sociais que Você Precisa Conhecer.” Em 2016, Vaynerchuk foi jurado do Genius Awards.

## Linhas de Tênis
Desde o final de 2017, orientado por sua estratégia de negócios de se associar a marcas e colocá-las para se desenvolver através do marketing, Vaynerchuk se associa à marcas com dificuldade para recuperá-las através da “máquina” da VaynerMedia e depois lucrar com elas. Sendo assim, em 2017, Vaynerchuk se associou a marca de tênis K-Swiss para lançar dois modelos com sua assinatura.
O sucesso dos modelos 001 e 002 foi muito grande, esgotando todo o estoque em questão de horas. No início de 2018, GaryVee lança o 003 — Clouds & Dirt na versão branca, lançando no segundo semestre do mesmo ano a versão escura. Em junho de 2019 Gary fez o lançamento dos tênis Positivity and Optimism através de uma grande campanha de marketing gerenciada diretamente por sua agência.

### Livros em português

#### No Brasil
- Doze e Meio: Potencializando os Ingredientes Emocionais Necessários Para o Sucesso nos Negócios (Alta Books, 2022) ISBN 978-65-5520-958-7
- Gratidão: Como Gerar um Sentimento Incrível de Satisfação em Todos os Seus Clientes (Alta Books, 2020) ISBN 0-06-191418-5
- Nocaute: Como Contar sua História no Disputado Ringue das Redes Sociais (Alta Books, 2019) ISBN 1-59486-882-4
- Detonando!: Atraia Dinheiro e Influência Fortalecendo sua Marca nas Redes Sociais (Alta Books, 2018) ISBN 85-508-0421-5
- Vai Fundo!: Por Que AGORA é o Momento de Ganhar Dinheiro Fazendo o Que Você Gosta (Agir, 2010) ISBN 0-06-191417-7

#### Em Portugal
- Vencer! (Escolar Editora, 2023)
- Doze e Meio (Escolar Editora, 2022)
- Vencer na vida fazendo o que mais gosta (Ideias de Ler, 2010)